# Взятие Пуэблы (1915)
Взятие Пуэблы (исп. Puebla de Zaragoza) — одно из первых сражений между конституционалистами и конвенционистами во время Мексиканской революции. 5 января 1915 года командующий войсками конституционалистов генерал Альваро Обрегон взял город Пуэбла, выбив из него отряды конвенционистов.
Новая фаза гражданской войны началась в первую неделю ноября 1914 года, после тщетных попыток примирения между различными революционными фракциями. Сапата, возглавляя лучшие из своих войск и своих союзников «колорадо» (красных), бывших ороскистов, двинулся на Пуэблу, стратегически важный город на полпути между Мехико и Веракрусом. В начавшейся кампании отряды бывших ороскистов Хосе Альмасана и Бенхамина Аргумедо стали остриём наступления Освободительной армии Юга: их бойцы обладали воинственностью и, прежде всего, мобильностью, которых не хватало сапатистам, превосходным солдатам в партизанской войне. Сапата, занявший Пуэблу 15 декабря, оставил Альмасана и Аргумедо в этом городе и отошел со своими войсками к Морелосу.
Едва фактический разрыв между противниками Каррансы, Вильей и Сапатой, был завершен, мощная «Оперативная армия» силой двенадцать тысяч человек, которую Карранса сформировал в Веракрусе, с опытными офицерами из Соноры и Коауилы, во главе с генералом Альваро Обрегоном начала с востока наступление на Пуэблу.
Совершив марш через Сан-Маркос, Аписако 1 января 1915 года Обрегон сосредоточил свои силы севернее Пуэблы на станции Санта-Ана, штат Тласкала, откуда 2 января начал наступление на Сакателько, где 3-го провел бой против аванпостов конвенционистов, которыми командовал Бенхамин Аргумедо. 4 января, очень медленно продвигаясь к станции Пансакола и опасаясь удара во фланг со стороны Мехико, во второй половине дня, после боя в течение часа, войска Обрегона заняли указанную станцию, выбив оттуда красных.
Заняв станцию Пансакола, Обрегон отправил в сторону Пуэблы авангард полковника Эухенио Мартинеса, который в ту же ночь подвергся атаке со стороны сильной колонны противника, которая пыталась выбить его с позиции; но «колорадо» были отбиты во всех своих попытках и вынуждены с большими потерями сконцентрироваться в Пуэбле, в которой, по расчетам Обрегона, было около пятнадцати тысяч войск противника.
На следующий день, 5 января, в пять часов утра с трёх сторон начался штурм Пуэблы, который вели в основном кавалерийские дивизии генералов Кастро, Косса и Мильяна, первыми вступившие в бой.
Отряды генералов Косса, Мильяна и Вильясеньора начали бой за высоту Гваделупе, господствующую с севера над Пуэблой. Встретив ожесточенное сопротивление, в том числе и неоднократные энергичные контратаки «колорадо», каррансисты вызвали аэропланы своей только что созданной авиации, которые сбросили на форт Лорето, центр сопротивления на Гваделупе, несколько бомб. Одновременно подошедшие с востока от Пуэблы отряды Альварадо, Кастро, Майкотта, Гонсалеса и Сепеды завязали бой за холм Тепозучил.
В 8 утра при поддержке артиллерийского огня началось наступление с запада вдоль дороги из Мехико и по дороге из Ковадонги, и в десять часов утра каррансисты достигли форта Сан-Хуан, также расположенного на господствующей высоте, который был взят в 12.00.
После ожесточенных боев конвенционисты были изгнаны из Пуэблы и отступили в сторону Мехико. «Город и его окрестности усеяны трупами, и враг бежит врассыпную».
После взятия Пуэблы Оперативная армия генерала Обрегона двинулась на Мехико, куда вошла 26 января. Конвент (временный орган власти конвенционистов), сапатистские войска и отряды «колорадо», дислоцированные в столице, отошли в Куэрнаваку.